# Abendkernbeißer

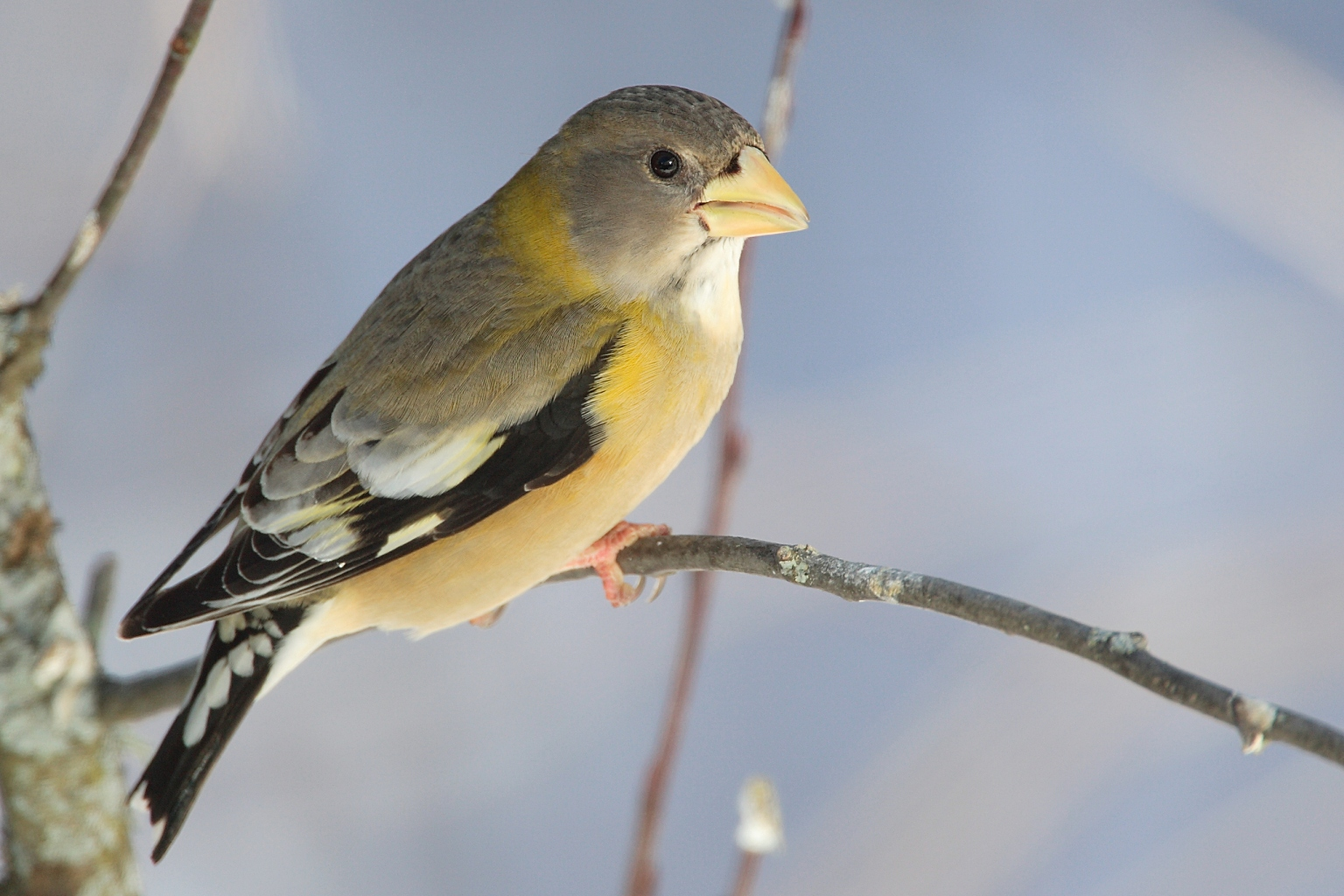
Weibchen

Der Abendkernbeißer (Hesperiphona vespertina, Syn.: Coccothraustes vespertinus) ist ein amerikanischer Singvogel aus der Familie der Finken.

## Merkmale
Der 20 cm lange Abendkernbeißer ist ein Vogel mit kräftigem Schnabel und kurzen Schwanz.
Das Männchen ist an Kopf, Nacken, Brust braun, an Bauch, Rücken, Stirn und Überaugenstreif gelb, an Flügel und Schwanz schwarz und an den Flügeldecken weiß gefärbt.
Das Weibchen ist am Rücken graubraun, am Bauch hellbraun gefärbt und hat an den schwarzen Flügeln graue und weiße Flecken.

## Vorkommen
Der Abendkernbeißer brütet in der Nadelwaldzone von Südkanada über die westlichen USA bis südlich nach Mexiko. Einige Vögel überwintern in den zentralen und östlichen USA.

## Verhalten
Dieser Vogel sucht hoch oben in Bäumen nach Früchten und Samen. In der Brutzeit ergänzen Insekten die Nahrung. Mit seinem kräftigen Schnabel kann der Vogel sogar Kirschkerne knacken.
Im Winter bilden Abendkernbeißer große Schwärme, die bei der Futtersuche auch in Gärten an Futterhäuschen kommen.

## Fortpflanzung
In einem Schalennest aus Zweigen in der Astgabeln von Bäumen werden zwei bis vier Eier etwa zwei Wochen lang bebrütet. Mit zwei Wochen sind die Jungvögel flügge.

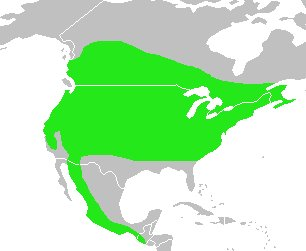
Verbreitungsgebiet (grün) des Abendkernbeißers

## Systematik
Der Abendkernbeißer und der Abeillekernbeißer sind nahe mit dem eurasischen Kernbeißer (Coccothraustes coccothraustes) verwandt und werden von einigen Autoren neben diesem in die Gattung Coccothraustes gestellt. Die Phylogenetik dieser drei Arten ist aber bislang nicht genau untersucht und eine direkte Verwandtschaft der beiden neuweltlichen Hesperiphona-Arten mit dem eurasischen Kernbeißer nicht nachgewiesen. Anatomische Untersuchungen von 1925 legen eine nahe Verwandtschaft von Hesperiphona mit dem Wacholderkernbeißer nahe.

## Unterarten
Es sind drei Unterarten beschrieben worden:
- Hesperiphona vespertina brooksi Grinnell, 1917 – Kanada (British Columbia), USA (gesamte westliche Region); Männchen und Weibchen insgesamt dunkler als andere Unterarten.
- Hesperiphona vespertina montana Ridgway, 1874 – Südwesten der Vereinigten Staaten (östliches Arizona) und Mexiko (Chihuahua, Durango, Michoacan, Guerrero, Oaxaca, Puebla); sesshaft, vermischt sich aber im Norden seines Verbreitungsgebietes mit Populationen der Nominatform beim Winterzug.
- Hesperiphona vespertina vespertina (Cooper, 1825) – Kanada (Alberta, Saskatchewan, Manitoba, Ontario, Süd-Quebec, New Brunswick, Neufundland und benachbarte Inseln).